# La Part-Dieu
La Part-Dieu este un cartier comercial modern din arondismentul 3 al orașului francez Lyon, considerat „al doilea centru” al orașului după Presqu'île. Zgârie-norii necesare, hoteluri și birouri sunt situate în acest cartier. Cel mai înalt turn, Creionul (numit Creionul din cauza formei sale), este sediul Banco Crédit Lyonnais. Există și centrul comercial La Part-Dieu, cel mai mare din Franța ca număr de magazine. Districtul găzduiește și o piață alimentară interioară numită Halles de Lyon-Paul Bocuse.
Gara Lyon-Part-Dieu este gara principală a orașului. Cartierul este legat de restul orașului prin metrou (Gare Part-Dieu - stația Vivier Merle pe linia B) și prin linia 1 a tramvaiului Lyon.
În secolele al XIX-lea și al XX-lea a existat în acest cartier un complex de cazărmi de 22 de hectare, cazarma La Part-Dieu.